# Древний Казахстан
Термин древний Казахстан охватывает период истории Казахстана вплоть до появления на её территории письменности при завоевании арабами в VIII веке.

## Палеолит
В Восточном Казахстане известны раннепалеолитические находки из местонахождения Козыбай на берегу реки Колгутты у села Каратогай и местонахождения каменных артефактов Козыбай II. В западных предгорьях Нарымского хребта, в 9 км северо-западнее села Курчум, на восточном побережье Бухтарминского водохранилища обнаружено два палеолитических местонахождения — Курчум-1 и Курчум-2. Охристые глинистые отложения, где были обнаружены артефакты, соответствуют усть-убинской свите, верхняя граница которой датируется возрастом ок. 1,8 млн л. н. Подстилающие их красноцветные глины могут относиться к павлодарской или вторушкинской свите плиоцена.
Индустрия стоянки Шахбагата (протолеваллуа-ашель) на территории Форт-Шевченко (Мангышлак) имеет сходство с орудиями олдувайской культуры, индустрия стоянки Шахбагата (леваллуа-ашель I) соответствует среднему ашелю.
У посёлка Конырдек (хребет Каратау) найдены массивные прямоугольные кремнёвые отщепы клектонского типа. К нижнему палеолиту относятся стоянки Ушбулук I и Ушбулук II в районе Малого Каратау. К раннеашельскому периоду относятся стоянки в урочищах Бориказган, Шабакты, Танирказган, Кызылтау (между Акколем и Каратау), Акколь 1, Казанкап. В 1998 году подана заявка на включение объекта «Палеолитические объекты и геоморфология хребта Каратау» на юге Казахстана в список объектов Всемирного наследия ЮНЕСКО. В Вишнёвке в 60 км к юго-востоку от Астаны орудия относятся к ашельской культуре, каменные разрезы и ракушечники сходны с индустрией Леваллуа. Возрастом 510 тыс. лет датируются кремнёвые орудия труда, кости носорогов, бизонов, скорлупа страусиных яиц с семи стоянок на склонах горных хребтов Каратау.
Нижне- и среднепалеолитические комплексы, в которых типологический и технологический облик которых формируют двустороннеобработанные орудия и плоскостное расщепления, известны в Ешкитау у озера Шалкар в Западно-Казахстанской области, Семизбугу 2, 4 и 10 А в северном Прибалхашье, Мугоджарах–3, 5, 6 и 10 в Мугоджарах, Арале A–D, 1, 2, 4–6, и 8 на северном побережье Аральского моря, Чингиз 1 в северном Прибалхашье, ряд местонахождений, расположенных на плато Устюрт.
В Западном и Северном Казахстане позднепалеолитические памятники почти неизвестны. Стоянка Ушбулак в Шиликтинской долине является единственным стратифицированным объектом начального этапа верхнего палеолита (IUP) в Восточном Казахстане (50,8 тыс. лет).
Наиболее известными стратифицированными памятниками позднего палеолита являются Шульбинка в Восточно-Казахстанской области, стоянка им. Ч. Валиханова, Майбулак, комплексы Шоктас и Кошкурган в Южно-Казахстанской области, местонахождение Батпак в Центральном Казахстане, местонахождение Ангренсор 2 в Павлодарской области. В пещере Туттыбулак на горе Боралдай (Боралдайтау) в предгорье Каратау в Байдибекском районе Туркестанской области остатки пепла, относящиеся к среднему каменному веку, датируются возрастом 48 тыс. лет назад. В пещере Туттыбулак также обнаружены каменные орудия из пластин, выполненных в леваллуазской технике обработки камня, и челюсть человека.
На памятниках верхнего палеолита с каменной индустрией «ориньякоидного» типа (~33–28 тыс. л. н.) Узынагаш 1 и 2, расположенных в предгорной зоне Заилийского Алатау, найдены большие скопления находок из камня и остатки двух углублëнных в землю очагов, а также пекарную яму для приготовления (запекания) пищи.
Каменные орудия из культурного слоя 3-й стоянки Рахат, находящейся на правом берегу реки Рахат в Заилийском Алатау, датируются возрастом около 20 тыс. л. н. 

## Мезолит
Около 12—5 тысяч лет до н. э. произошло потепление климата, закончилось последнее валдайское оледенение. Появились стоянки по всей территории современного Казахстана. Исчезли крупные животные (мамонты, шерстистые носороги и др.). Горы Каратау (Бийликколь, Арысь и др.). Были изобретены лук и стрелы, наконечник в виде шарика, появились лодки (активное рыболовство), вкладывающие оружия, ловушки, силки, в охоте использовались одомашненные волки (собаки), резьба по кости, одежда из шкур.
В мезолите хозяйство и материальная культура испытали значительные изменения, но памятников этого времени на территории Казахстана насчитывается мало.

## Неолит
Около 5 тыс. лет до н. э. появились каменные орудия труда, керамика. Произошла неолитическая революция: возникли земледелие и скотоводство. На территории современного Казахстана обнаружены более 500 стоянок (пещера Караунгур, стоянки Саксаульская, Акеспе, Куланды). Орудия труда: зернотёрка, топоры, мотыги, ступки. Обработка орудий труда: шлифование, пиление, полировка. Сырьё: нефрит, гранит. Зачатки горного дела: выплавка меди, свинца, золота. Культуры: Атбасарская (конец VII — начало VI тысячелетия), Кельтеминарская (конец IV — начало II тысячелетия), Маханжарская, Усть-Нарымская. Поселение неолитического времени имеется также на острове Кулалы в Каспийском море. На территории казахстанского Притоболья в районе Тургайского прогиба В. Н. Логвиным в конце 1970-х годов на основе ряда памятников неолита (конец VII — начало V тысячелетия до н. э.) была выделена маханджарская культура (стоянки Маханджар, Соленое озеро 2, Дузбай 1-4, 12, Сор 2, Бестамак 7, Амангельды). На стоянках маханджарской культуры отсутствуют наконечники стрел — вероятно, в их качестве использовалась конструкция из нескольких вкладышей. Маханджарская культура сменяется терсекской культурой.
Неолит характеризуется многочисленными памятниками, обнаруженными во всех регионах Казахстана. Одной из важных проблем неолита на территории Казахстана является проблема определения своеобразия каменной индустрии и выделения локальных вариантов неолитической культуры. Наряду с охотой и рыболовством, зародились земледелие и скотоводство. Стоянки эпохи неолита обнаружены повсюду на территории Казахстана, но наиболее значимой является пещера Караунгур (Южный Казахстан). Здесь обнаружены каменные, костяные изделия, керамика, кости животных — кулана, медведя, оленя, джейрана, кабана, косули, лошади, и т. д.

## Медный век

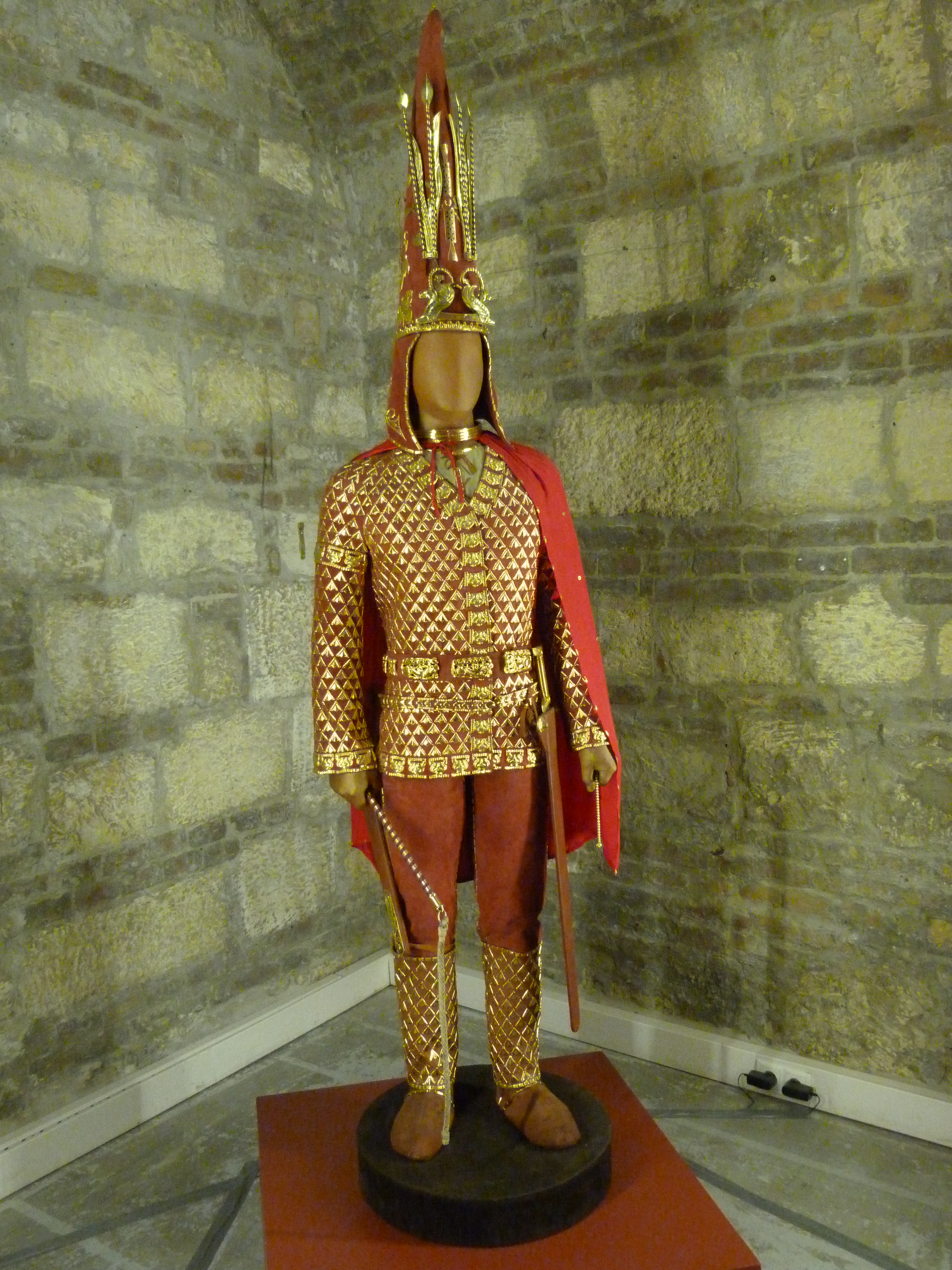
«Золотой человек» из сакского кургана Иссык. Парадный доспех сакского царя из золотой чешуи на кожаной основе, являющийся стилизованным доспехом катафрактия

IV—III тыс. до н. э. — появление медных изделий. Найдено до 100 поселений с литейными мастерскими (районы Жезказгана, Зыряновска и др.). Ботайская культура — относится к стоянкам: Ботай, Красный Яр, Бестамак. Антропологический тип людей: протоевропеоидный. Орудия труда: кремнёвые. Технология обработки: отщеповая. Ботайской культуре приписывали одомашнивании дикой лошади. Однако, по данным исследования древней ДНК оказалось, что ботайских лошадей хоть и приручали, но они не имеют отношения к домашней лошади, а являются предками одичавшей лошади Пржевальского. Терсекская и ботайская культуры вместе с близкой суртандинско-кысыкульской культурой образуют южную провинцию зауральской общности энеолитических культур геометрической керамики.
В Джунгарском Алатау 2700 лет до н. э. местные скотоводы выращивали просо, чтобы кормить зимой овец и коз, имевших ближневосточное происхождение, а значит скотоводство распространялось во Внутреннюю Азию через Внутренний азиатский горный коридор (IAMC) ещё до притока людей с западно-степным происхождением (ямная или афанасьевская культура).

## Бронзовый век

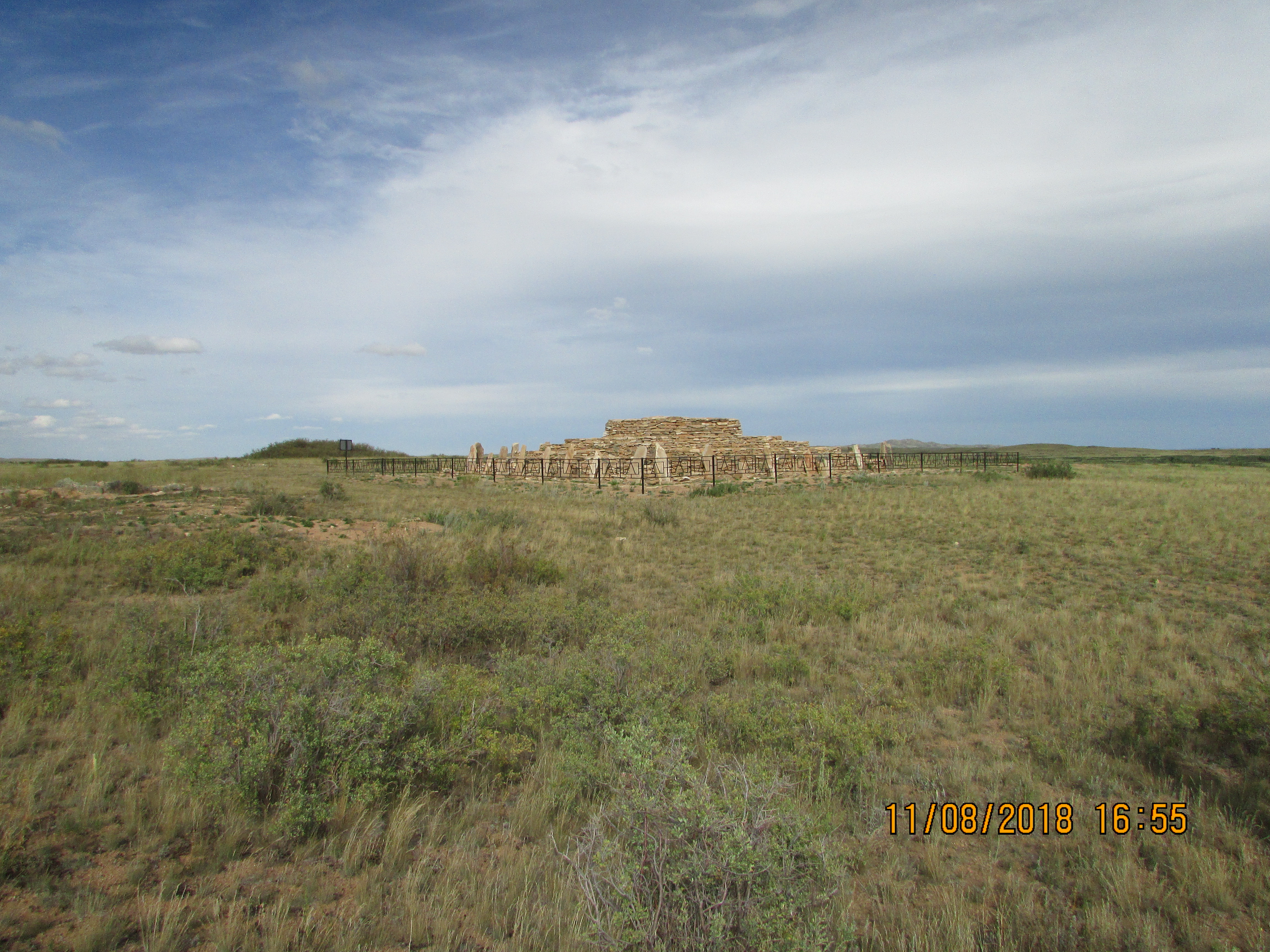
Общий вид могильника Каражартас

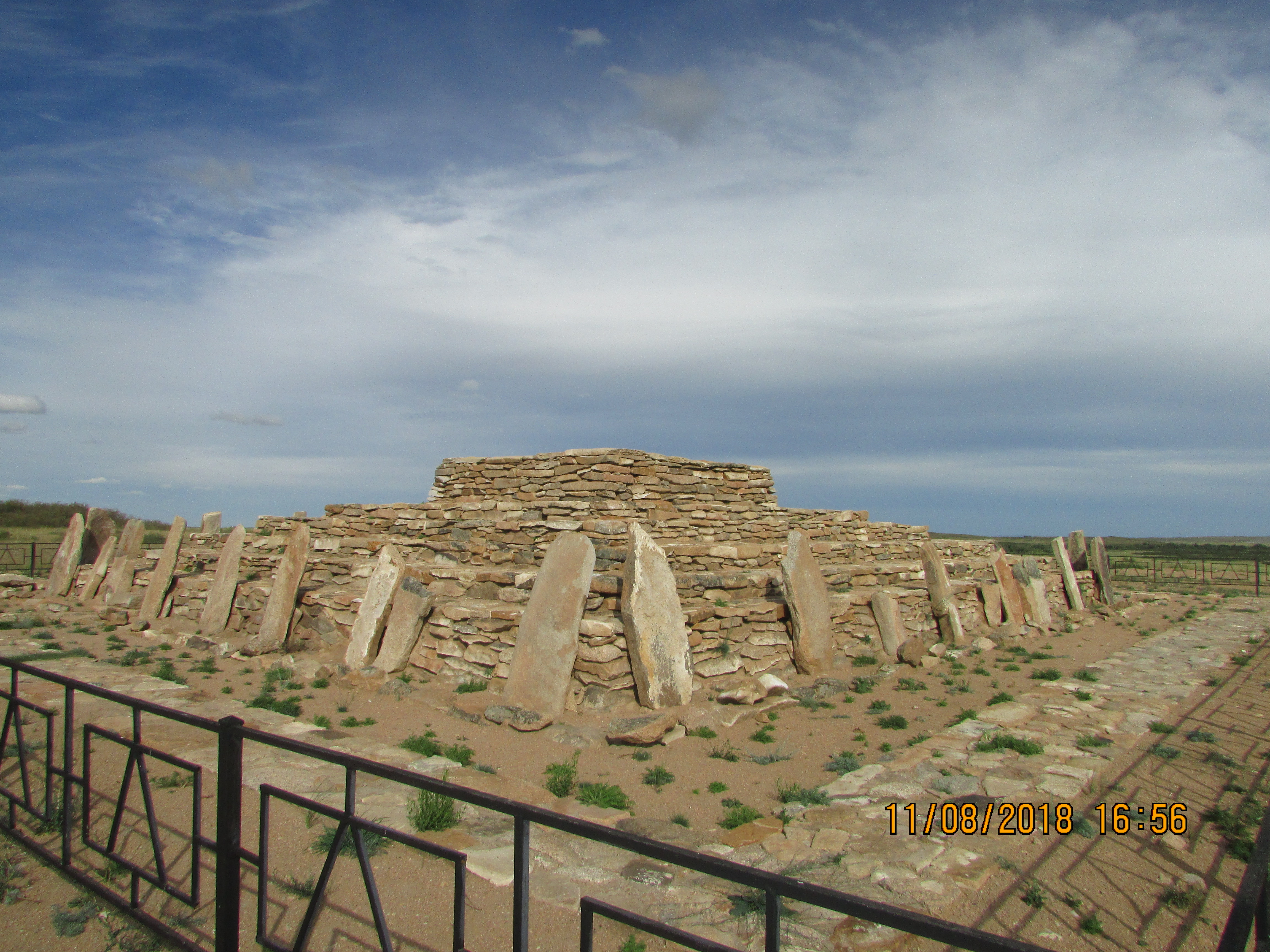
Могильник Каражартас (15 век до н. э.)

В эпоху бронзы на территории Казахстана получили распространение андроновская культура и бегазы-дандыбаевская культура. Археолог А. Х. Маргулан выделяет три этапа бронзового века в Казахстане:
- Ранняя бронза — нуринский этап андроновской культуры.
- Средняя бронза — атасуский этап андроновской культуры.
- Поздняя бронза — бегазы-дандыбаевская культура.

Бронзовые орудия труда и предметы быта (серпы, топоры, кинжалы, ножи, наконечники копий и стрел и др.) выплавлялись в каменных и глиняных формах. В больших количествах изготовлялись бронзовые украшения (серьги, браслеты, бусы и др.).
Поселения состояли из 6—20 домов. В лесостепных, степных и горных районах для строительства использовались дерево и камень. Племена Центрального Казахстана во времена поздней бронзы строили многокомнатные дома площадью до 500 м² из массивных каменных блоков. Руины этих домов сохранились в районах горного массива Бугылы и грота Акбаур. Родовые захоронения — курганы с земляными насыпями, реже массивные мавзолеи из сырцового кирпича обустраивались рядом с поселениями. Для нуринского этапа при захоронении характерна кремация, для атасуского этапа — трупоположение в согнутом состоянии на левом боку головой на запад. Один из крупнейших сохранившихся некрополей эпохи поздней бронзы — Тагискен.

## Античный период. Железный век

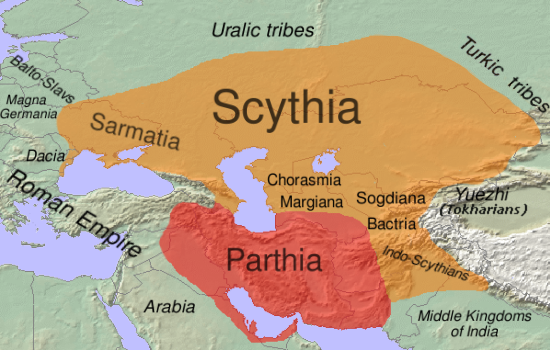
Средняя Азия в I тыс. до н. э.: Скифия, Маргиана, Парфия, Согдиана, Хорасмия

В начале 1-го тыс. до н. э. степные носители иранских языков перешли к кочевому образу жизни и отказались от колесниц в пользу наездничества, и стали известны под названиями скифы или саки. Кочевой образ жизни степных народов объясняется преобладанием скотоводства над земледелием: было невозможно пасти животных всё время в одном и том же месте, так как пастбища могли истощаться. Кочевники, тем не менее, не мигрировали постоянно, но были привязаны к определённой широкой территории, что оседлые земледельцы не всегда понимали. Кочевники, как правило, были привязаны к своим землям. Так, по рассказу Геродота, скифы долго отступали от более сильных персов, однако они готовы были умереть, защищая места погребения своих предков.
У представителя тасмолинской культуры железного века KSH001.A0101 (Karashoky, 791—542 гг. до н. э.) определили Y-хромосомную гаплогруппу R1a1a1b2 (R-Z93) и митохондриальную гаплогруппу U5b2a1a2, у образца BKT001.A0101 (Bektauta, 787—509 гг. до н. э.) определили Y-хромосомную гаплогруппу R1a1a1b2a (R-Z94) и митохондриальную гаплогруппу C4a1b, у образца TAL005.A0101 (Taldy, 789—548 гг. до н. э.) определили Y-хромосомную гаплогруппу C2b (C-L1373) и митохондриальную гаплогруппу H6a1b.
Железо получило широкое распространение в культуре сакских и усуньских племён, населявших Южный Казахстан во времена античности, с середины I тыс. до н. э. Железные предметы обнаружены в многочисленных археологических памятниках в долинах рек Или, Сырдарья, Талас, Иссык и др. (курганы Каргалы-1, Карашокы, Жуантобе-1, Кыдырбай-3, Алтынемель-1, Кызылауыз-3 и пр.). Саки-массагеты, выносимые исследователями в отдельную этническую группу, оставили после себя курганы Уйгарак и Тагискен.
Крупнейшим археологическим памятником античного Семиречья является Бесшатырский курган — комплекс из 31 захоронения на правом берегу реки Или. Однако наибольшую известность получил Иссыкский курган — место обретения Иссыкского золотого человека и Иссыкского письменного памятника.
В первой половине 1-го тыс. до н. э. железо распространяется и за пределами Семиречья:
- Для Центрального Казахстана периода раннего железа характерна тасмолинская культура, названная по месту наиболее крупных археологических раскопок в урочище Тасмола.
- Памятники раннего железа в западных и северных районах Казахстана принадлежат к двум историческим этапам: VII—V вв. и IV—II вв. до н. э.
- Значительная часть памятников Восточного Казахстана расположена в долинах pек Иртыш, Нарын, Бухтарма. Самые большие, т. н. «царские» курганы сосредоточены в Шиликтинской долине Зайсанской котловины и в горах Южного Алтая[29].